# Triphosa latiplaga
Triphosa latiplaga là một loài bướm đêm trong họ Geometridae.